# Автомийка
Автоми́йка — пристрій для миття автомобілів, а також підприємство, що здійснює миття автомобілів і яке надає супутні послуги (чистку салону автомобіля тощо). Найчастіше автомийки розташовуються на автозаправних станціях або поряд з автомагазинами та станціями технічного обслуговування автомобілів. Існують мийки самообслуговування, як правило автоматичні, а також мийки, де операції з автомобілем здійснюються робітниками.
Автомийки можуть бути ручними, безконтактними, портальними та тунельними. Портал — це автоматична установка, схожа на арку, яка рухається уздовж автомобіля, поки він стоїть, і видаляє з нього бруд. Тунельна автомийка — це конвеєр, у якому встановлено кілька нерухомих арок, кожна з яких виконує власну функцію: подає мийні речовини та віск, миє, сушить та інше. Ручна та безконтактна мийка починається зі змивання основного бруду за допомогою апарату високого тиску, а далі розрізняється за способом нанесення на автомобіль мийної піни.
За видами видалення забруднень мийки ділять на
- контактні (коли механічне видалення бруду з поверхні автомобіля відбувається з використанням щіток, ганчірок, губок та інше, а також із застосуванням хімічних мийних засобів)
- безконтактні (у цьому випадку видалення забруднень здійснюється з використанням дієвих поверхнево-активних мийних речовин і потужних струменів води з високим тиском).

Через значні обсяги витрачених мийних засобів, автомийки є великими забруднювачами навколишнього середовища, тому, як правило, державні органи вимагають оснащувати автомийки системами регенерації та очищення води. Портальні мийки споживають менше води на одну машину, ніж ручні. Автомобільна мийка — автоматична установка, схожа на арку, яка рухається вздовж автомобіля, поки він стоїть, і видаляє з нього бруд. Розрізняють контактні та безконтактні портальні мийки. У безконтактних портальних мийках не використовуються обертові щітки — замість цього, встановлено апарати високого тиску рідини. Основною перевагою портальної мийки є швидкість миття . Також менші витрати на персонал і воду, порівняно з ручною мийкою. У деяких порталах можливо мити машини різного розміру — від фур до легкових авто.
В останні роки ручна мийка набуває великого поширення і навіть отримала нову назву детейлінг автомобілів. Популярність цього напрямку зумовлена тим, дозволяє ретельно і акуратно промити найдрібніші деталі і стики, що не може зробити автоматична мийка.

## Схема сучасної тунельної автомийки
Перші автоматичні мийки конвеєрного типу з'явилися у 30-х роках XX століття. До переваг тунельної мийки можна віднести високу швидкість, навіть порівняно з портальною мийкою, оскільки на конвеєрі може перебувати відразу декілька автомобілів. В середньому, на миття одного автомобіля на таких мийках, витрачається приблизно 5 хвилин. До складу такої мийки, зазвичай, входять: транспортер для пересування автомобілів, рухома рама з форсунками високого тиску для подавання шампуні, обертові форсунки для миття коліс, горизонтальні та вертикальні обертові щітки різних розмірів, нерухома рама з форсунками для нанесення воску, вентилятори для сушіння і ще багато дрібних речей (установка пом'якшення води, контролер з програмою, перетворювач частоти, плунжерні водяні насоси, редуктори, індуктивні та оптичні давачі, гідравлічні та пневматичні циліндри та інше).

## Мийка самообслуговування

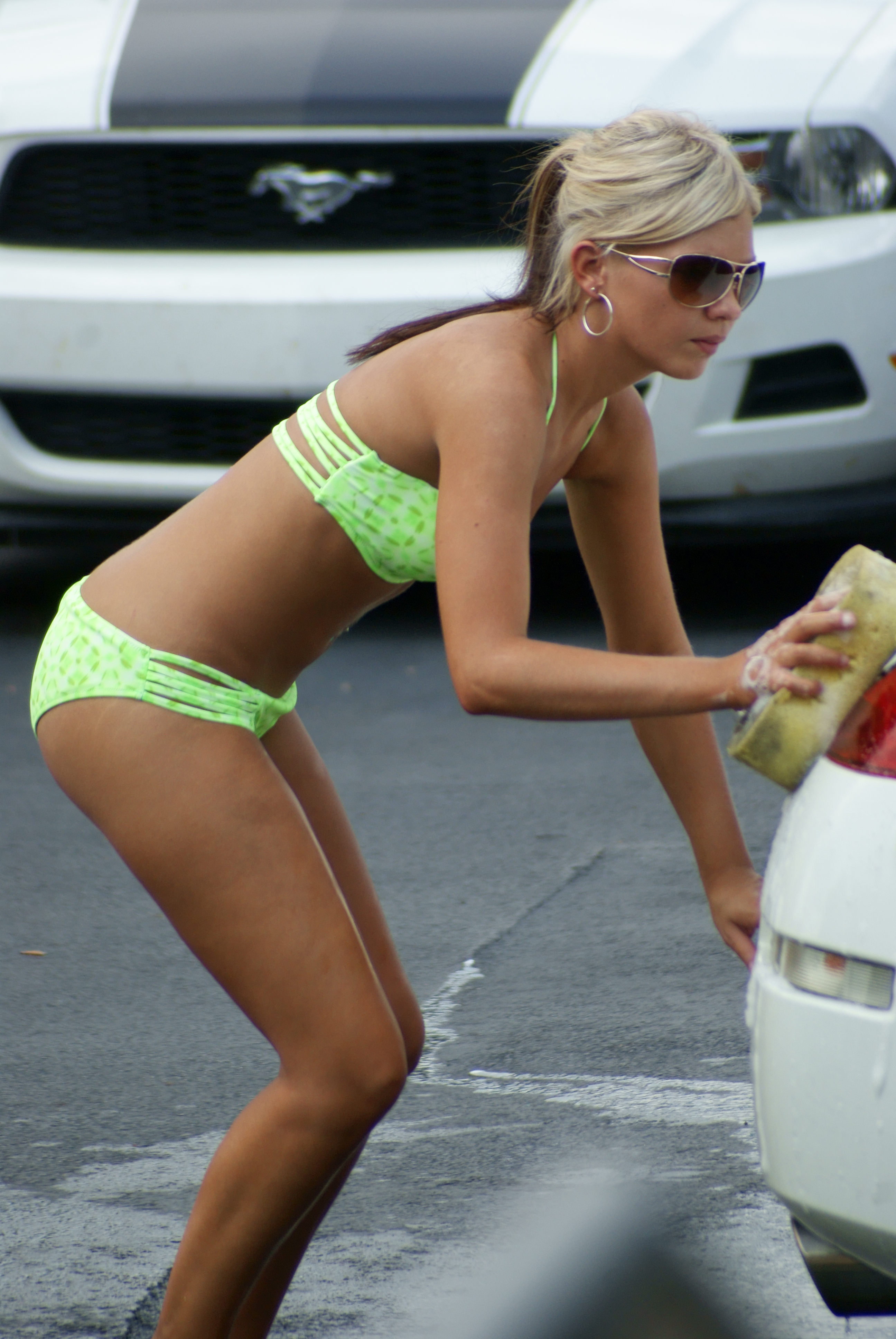
Бікіні-автомийка

У Європі досить широко поширено мийки самообслуговування. Вони являють собою пункти, де, опустивши жетон у монетоприймач, клієнт бере пістолет апарату високого тиску та виконує миття автомобіля самостійно. Звичайна програма мийки включає такі функції, як нанесення активної піни, миття високим тиском води, нанесення рідкого воску та інше. Найчастіше, відвідувачам пропонується скористатися пилососом. Деякі мийки самообслуговування здатні працювати за негативної температури навколишнього середовища. Незамерзання води у системі, забезпечується завдяки наступним рішенням: постійний невеликий відтік води з пістолета високого тиску, продування системи стисненим повітрям після завершення циклу миття. Останніми роками, для мийки автомобільного кузова та чищення салону стала використовуватися пара. Висока температура та тиск професійного обладнання, дозволяє відмовитися від поверхнево-активних речовин, і в кілька разів знизити витрату води — під час перетворення води на пару, обсяг речовини, що миє, збільшується в 1673 рази . Суха пара очищує салон від плям, видаляє неприємні запахи і не вимагає тривалого часу на висихання салону. У США набули поширення так звані «бікіні-автомийки»: миття машин там проводять дівчата в бікіні. Найчастіше мийниці в бікіні беруть участь у зборі коштів для якихось заходів чи організацій, але існують і комерційні «бікіні-автомийки». Іноді за додаткову плату може бути влаштована і «топлес-мийка».

## Мобільна автомийка
У країнах Європи давно з'явилися мобільні автомийки. Їх основна особливість і перевага перед звичайною стаціонарними автомийками в тому, що їх не прив'язано до певного місця розташування, отже може бути переміщено з одного місця свого розташування на інше. Мобільні автомийки збираються з модульних конструкцій, або їх може бути розташовано на базі спеціальних причепів-трансформерів.

## Суха мобільна автомийка
Суха мобільна автомийка — нова розробка в області автохімії та автокосметики. Її суть полягає у тому, що для миття машини не потрібна вода, а використовується спеціальний екологічно чистий хімічний засіб. Він виробляється з природної сировини і не містить барвників. Після застосування засобу, утворюється захисна плівка на лакофарбовому покритті автомобіля, що має антикорозійні здатності та властивість «антидощ». Технологія такої мийки досить проста. Спершу, розпорошується засіб на елементи ЛКП кузова за допомогою тригера. За 0,5–2 хвилини відбувається вплив на забруднення таким чином, що бруд розм'якшується. Далі забруднення з кузова витирається спеціальною серветкою з мікрофібри. Останнім етапом є полірування кузова. Компанії, котрі надають послуги сухого мобільного миття, давно працюють на ринках Америки, Західної Європи, Австралії, Нової Зеландії. Вони стверджують, що такий метод миття має свої переваги як для клієнта, так і для навколишнього середовища. По-перше, пересувна мийка допомагає заощадити час, уникнути потреби стояти у черзі і чекати, поки помиють авто на нерухомій мийці. По-друге, використовуваний хімічний засіб біологічно розкладається на 90-100 % та дозволяє заощадити 100 літрів води на митті кожної машини.